# Potaro
Der Potaro ist ein Fluss in der Republik Guyana in Südamerika.
Er entspringt am Mount Ayanganna in den Pakaraima Mountains (Bergland von Guyana) an der Grenze zu Brasilien. Südlich von Omai mündet der Potaro nach 225 km und einem Gefälle von 1800 Höhenmetern in den Essequibo. Im Flusslauf des Potaro befinden sich die Kaieteur- und Amatuk-Wasserfälle. In den letzten Jahren ist der Potaro durch die Goldgewinnung an seinem Flusslauf beträchtlichen Umweltbelastungen ausgesetzt.
1908 unternahm der deutsch-US-amerikanische Biologe Carl Eigenmann eine Expedition entlang des Potaro und Essequibo und dokumentierte 336 hier vorkommende Fischarten.